# Jenynsia luxata
Jenynsia luxata är en fiskart som beskrevs av Aguilera, Mirande, Calviño och Lobo 2013. Den ingår i släktet Jenynsia och familjen fyrögonfiskar. Inga underarter finns listade i Catalogue of Life.
I likhet med alla andra arter i släktet är Jenynsia luxata ovovivipar, och lägger sålunda inte rom utan föder levande ungar, på samma sätt som många i den närbesläktade familjen levandefödande tandkarpar (Poeciliidae), där bland annat guppy och svärdbärare ingår. Precis som hos dessa är hanens analfena omvandlad till ett gonopodium, som används för att befrukta honan.